# Wotje
Wotje – miasto w Wyspach Marshalla, na atolu Wotje, 880 mieszkańców (2006). Ośrodek turystyczny.